# Ekvivalenčna relacija
Ekvivalenčna relacija v matematiki je dvočlena relacija ~ (označena tudi kot {\displaystyle R}) v množici {\displaystyle A}, če veljajo za poljubne elemente {\displaystyle a}, {\displaystyle b} in {\displaystyle c} množice značilnosti:
1. {\displaystyle \forall a\ aRa} (zakon o povratnosti – refleksivnosti)
2. {\displaystyle \forall a\forall b\ (aRb\implies bRa)} (zakon o vzajemnosti – simetričnosti)
3. {\displaystyle \forall a\forall b\forall c\ (aRb\land bRc\implies aRc)} (zakon o prehodnosti – tranzitivnosti)

Za vsako ekvivalenčno relacijo na množici {\displaystyle A}, lahko množico {\displaystyle A} razdelimo na disjunktne podmnožice, imenovane ekvivalenčni razredi. Ekvivalenčni razred elementa {\displaystyle a} iz množice {\displaystyle A} je množica vseh elementov, ki so v relaciji z {\displaystyle a}, kar zapisujemo kot {\displaystyle [a]}.
Za ekvivalenčno relacijo na množici {\displaystyle A} velja:
- {\displaystyle aRb\Leftrightarrow [a]=[b]}
- Če {\displaystyle a} ni v relaciji z {\displaystyle b}, potem je {\displaystyle [a]\cap [b]=\emptyset }
- Vsak element množice {\displaystyle A} pripada natanko enemu ekvivalenčnemu razredu.

## Zgledi ekvivalenčnih relacij
- enakost ({\displaystyle =}), relacija enakosti med realnimi števili ali množicami,
- relacija »je kongruentno po modulu {\displaystyle m\,}« ({\displaystyle \equiv }) med celimi števili,
- relacija »je podobno« med množico vseh trikotnikov,
- relacija »ima rojstni dan kot« med množico vseh ljudi,
- relacija »logične enakovrednosti« med stavki logike prvega reda,
- relacija »izomorfizma« med modeli množice stavkov,
- relacija ekvipolence med množicami.